# بارتالومئو گاراده
بارتالومئو گاراده یا بارتالومیو گارادکس (به زبان انگلیسی: Bartholomew Garadex) شخصیتی خیالی از مجموعه کتاب دیموناتا (نبرد با شیاطین) نوشته‌ی دارن شان است. او از معدود جادوگران قلمروی انسان ها و نیز پدربزرگ پدربزرگ پدر گروبیچ گریدی محسوب می‌شود.